# Szabó Éva (keramikus)
Szabó Éva (Mohács, 1977. június 4. –) magyar keramikus, porcelántervező művész.

## Életpályája
Gyermekkorában Lánycsókon élt. Középiskolai tanulmányait a Pécsi Művészeti Középiskolában végezte, ahol Knoll Éva és Rigó István tanítványa volt. Elvégezte a budapesti Dekoratőr és Kirakatrendező Iskolát, ahol tanárai Tolvaly Ernő, Lengyel András, L. Menyhért László voltak. Az Iparművészeti Egyetemet (mai nevén Moholy-Nagy Művészeti Egyetem – MOME) 2003-ban porcelántervező szakon végezte el. A Pécsi Tudományegyetem Művészeti Kar Doktori Iskolájának DLA képzése során mestere Schrammel Imre volt.
Tanulmányai során négy hónapos ösztöndíjat nyert a Designskolen Kolding művészeti iskolába (Kolding, Dánia), ahol a témavezetője Helle Vibeke Steffensen volt.
2002-ben részt vett az első Országos Művészeti Diákköri Konferencián (OMDK).
2004-ben hat hónapos szakmai tanulmányúton Berlinben, majd két hónapos művészettörténeti tanulmányúton volt Spanyolországban.
Munkája során többször dolgozott a Hollóházi Porcelángyárnak (többek között Bükki Béla porcelántervező mellett) is, illetve közreműködött köztéri szobrok, középületek, illetve a budapesti New York kávéház fémműves restaurátori munkáiban is (Osgyányi Vilmos és Deák Jenő restaurátorok, illetve Küzdi András ötvösművész mellett).
Saját műhelye Balatonbogláron van, de korábban alkotott Pécsett, Budapesten, Balatonlellén és Kaposvárott is.

## Családja
2005 óta Balatonbogláron él, férje Konyári Dániel. Két gyermekük született (Lujza 2006, Huba 2011).

## Szimpóziumok
- 2001 kőszobrász művésztelep, Villány
- 2002 kőszobrász művésztelep, Villány
- 2003 kőszobrász művésztelep, Villány
- 2004 kőszobrász művésztelep, Villány
- 2007 Balatonboglár
- 2007 Schrammel Imre és tanítványai, Siklós
- 2008 Schrammel Imre és tanítványai, Siklós
- 2010 Szárny project Valencia (Spanyolország)

## Fontosabb kiállítások
- A villányi művésztelep kőszobrai (2001, Tölgyfa Galéria, Budapest)
- OMDK kiállítás (2003, VAM Design Center, Budapest)
- Szakrális tárgyak (2003, Bocskai Galéria, Budapest)
- DLA-kiállítás (2005, Pécsi Galéria, Pécs)
- DLA-kiállítás (2007, Pécsi Galéria, Pécs)
- Szakralitás és természet – pincetárlat (2007, Balatonboglár)
- 50 éves a Pécsi Művészeti Szakközépiskola (2007, Pécsi Galéria, Pécs)

A Pécsi Művészeti Szakközépiskola 50 éves fennállásának megünneplése alkalmából a művészi tevékenységüket magas színvonalon művelő volt tanítványait hívta meg. A tárlaton az iskolában végzett művészek kimagasló teljesítményét reprezentáló válogatást mutattak be.
- Struktúrák (2009, Pécsi Kisgaléria, Pécs)[4][5]

„Szabó Éva az angyalság eszméjét, képzetét próbálta megragadni ezekben a szobrocskákban, amelyek oltárdíszként talán nem állnák meg a helyüket, de egy minimalista hálószoba egyik sarkában, egy hófehér állványon remekül festenének.”

- PTE Művészeti Kar Doktori Iskolájának mestermunka kiállítása (2010, Nádor Galéria, Pécs)

A Pécsi Tudományegyetem Művészeti Kar doktori programjának doktorandusz-hallgatói a hároméves DLA képzés során önálló kutató és alkotó programot visznek végig. A kiállítás az elméleti és gyakorlati képzés végére elkészített mestermunkákat mutatta be.
- Fotográfia mozgásban – Kortárs művészet Pécsről (2010, Nádor Galéria, Pécs)

## Jelentősebb köztéri alkotások
- Játszó gyerekek (köztéri szobor, Szabó Éva és Sörös Rita alkotása, 2010, anyaga bronz), Kaposvár, Ady Endre utca 10. előtt

A Kaposvár sétálóutcáján kiállított utcaszobrok sorába (Rippl-Rónai csacsifogata, Ady és Rippl-Rónai találkozása) tartozik bele a játszó gyerekekből és egy háromkerekű bicikliből álló, bronzból öntött szoborcsoport.
- Ők is innen indultak – Díszkönyv (köztéri szobor, Szabó Éva és Sörös Rita alkotása, 2010, anyaga bronz), kaposvári Táncsics Mihály Gimnázium Szent Imre utca felőli bejáratánál, az udvarban

A nyitott könyvet ábrázoló szobor lapjain a gimnázium legnevesebb diákjainak (Nagy Imre miniszterelnök, Rippl-Rónai József és Szász Endre festőművész, stb.) nevei olvashatóak. A talapzat mészkőlappal burkolt, melyen egy idézet olvasható Fodor András Kossuth-díjas költő Az iskola udvara (A kaposvári Gimnáziumnak) verséből.
- Söröskorsó – Donner János emlékkút (szökőkút, Szabó Éva és Sörös Rita alkotása, 2009, anyaga bronz és üveg), Kaposvár, Bartók Béla utca és Zrinyi Miklós utca kereszteződésében (körforgalom)

A szökőkút a városrész névadójának, a XIX. században Svájcból odatelepült, és sörfőzdét létesítő Donner Jánosnak serfőző mesternek emel emléket.
Az éjszaka zölden világító, bronzból és üvegből készült alkotás alsó és felső részén körbefutó pántot díszítő négyzetekben a városrész névadójának neve, és letelepedésének ideje (1857) látható. A korsó fülének felső részén a szökőkút készítésének évszáma olvasható.
- Kréta és Majoranna – mászóka (szökőkút, Szabó Éva és Sörös Rita alkotása, 2008, anyaga bronz és krómacél), Kaposvár, Béke-Füredi lakótelep, Szivárvány játszótér

A két bronzból öntött gyermekalak egy krómacélból készült, szökőkútként funkcionáló mászókán ül. A medence külső, függőleges és vízszintes felülete mészkőlappal van burkolva, a medencét körkörösen kialakított térburkolat veszi körül.
- Szárny–project (2010, anyaga agyag), Valencia (Spanyolország)

A Szárny-project mondanivalója az angyal testnélküliségének megjelenítése. Szimplán egy gondolat által jött létre, mely az elmúlás által realizálódik: az installáció plasztikáinak anyaga égetetlen agyag, mely az idő múlásával kopik, végül elfogy. A mű kialakításánál nélkülözhetetlen a művész keze munkája, az alkotó kapcsolata minden egyes létrehozott darabbal (teremtés), mint ahogy meghatározó az is, hogy hol jelenik meg. Viszont hogy mi történik vele azután az alkotótól független, a megsemmisülés módja lényegtelen.
Az angyal szó jelentése hírhozó, ahol megjelenik, ott valami változik, történni fog valami. Azt, hogy ez a szimbólum az egyes embernek mit jelent, az kizárólag a befogadótól függ. Az alkotás csupán egy jel, mely elindít valamit.

## Képek

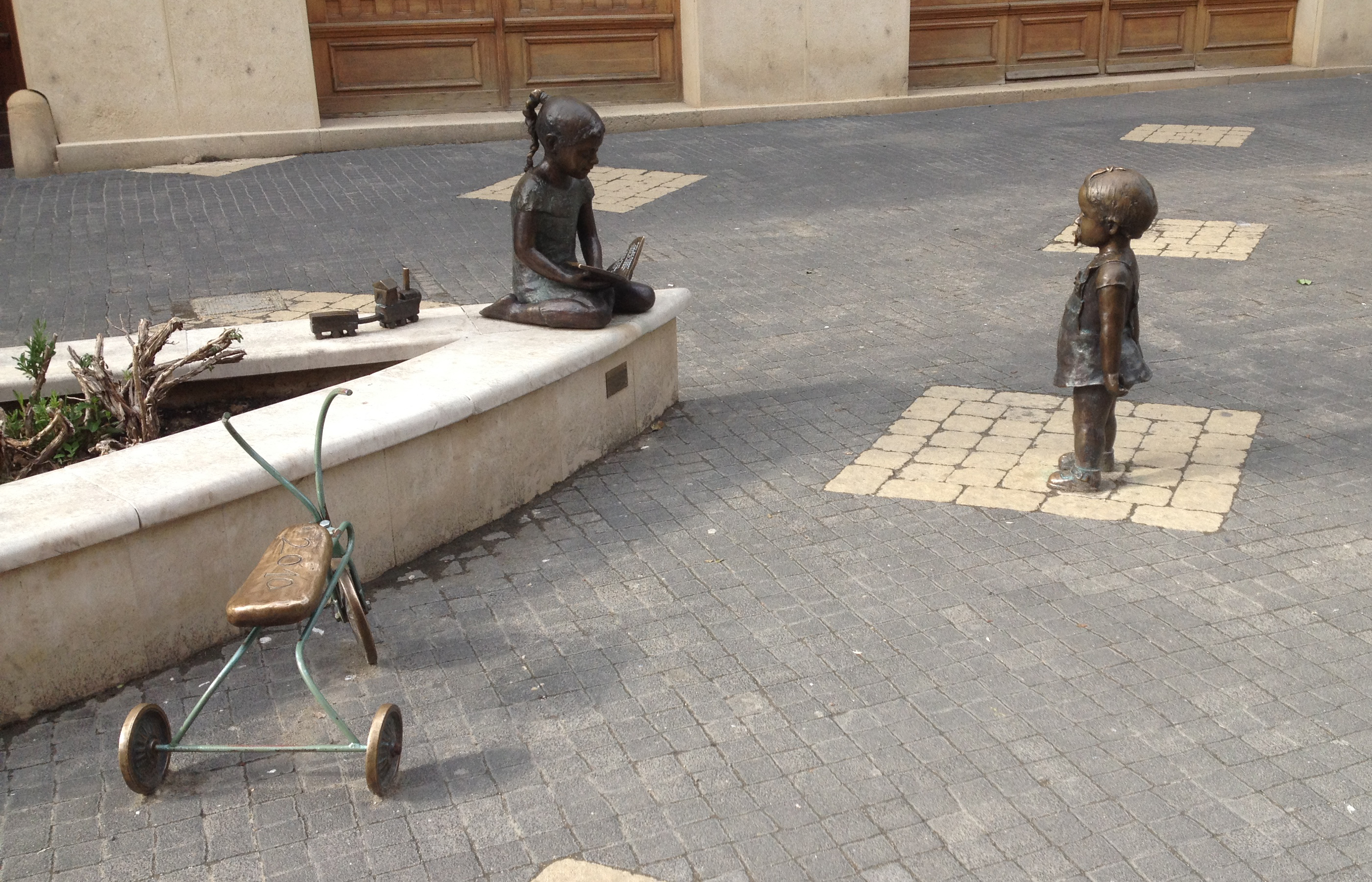
Játszó gyerekek (Szabó Éva és Sörös Rita alkotása, 2010, anyaga bronz), Kaposvár
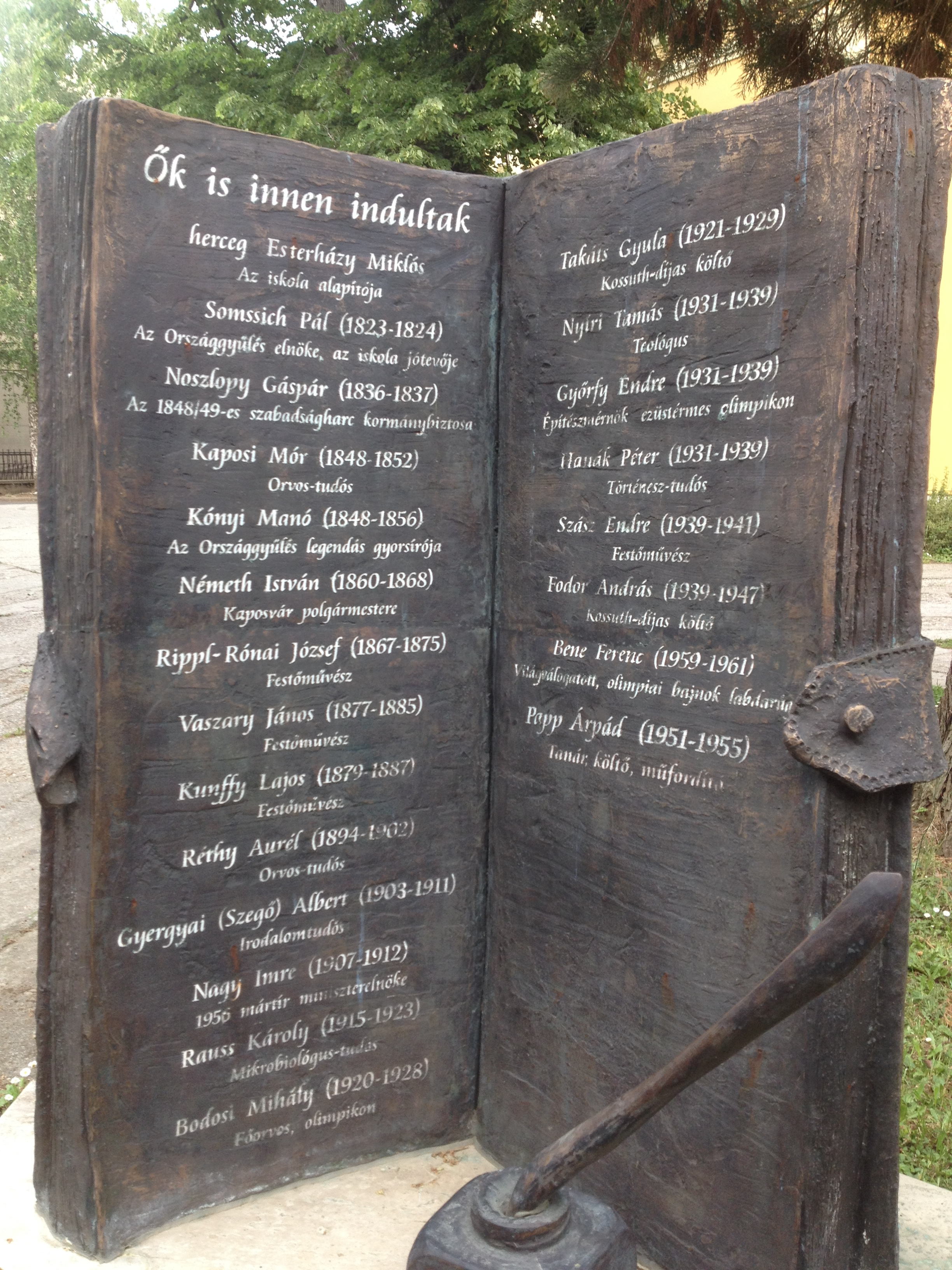
Díszkönyv (Szabó Éva és Sörös Rita alkotása, 2010, anyaga bronz), Kaposvár
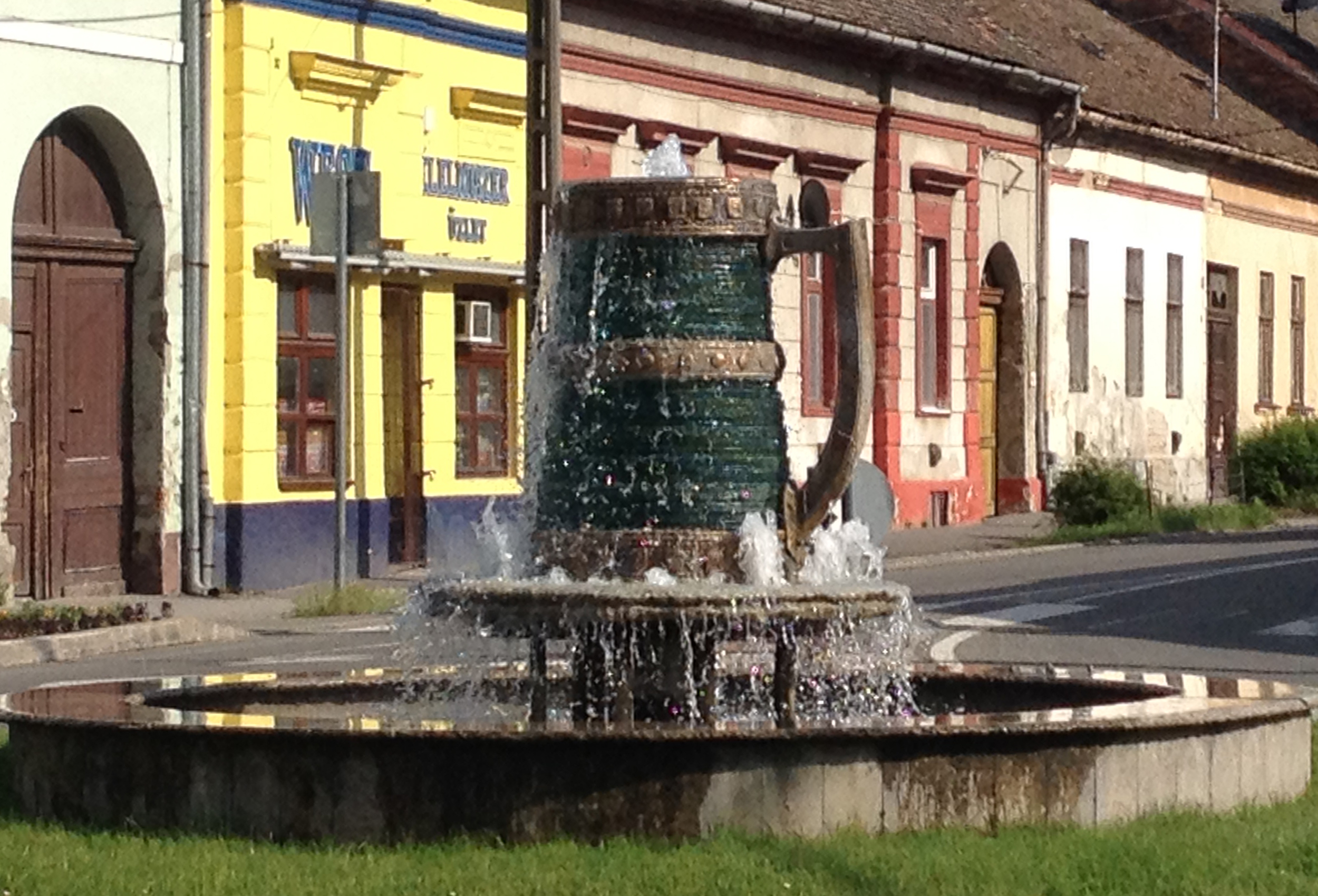
Söröskorsó (Szabó Éva és Sörös Rita alkotása, 2009, anyaga bronz és üveg), Kaposvár
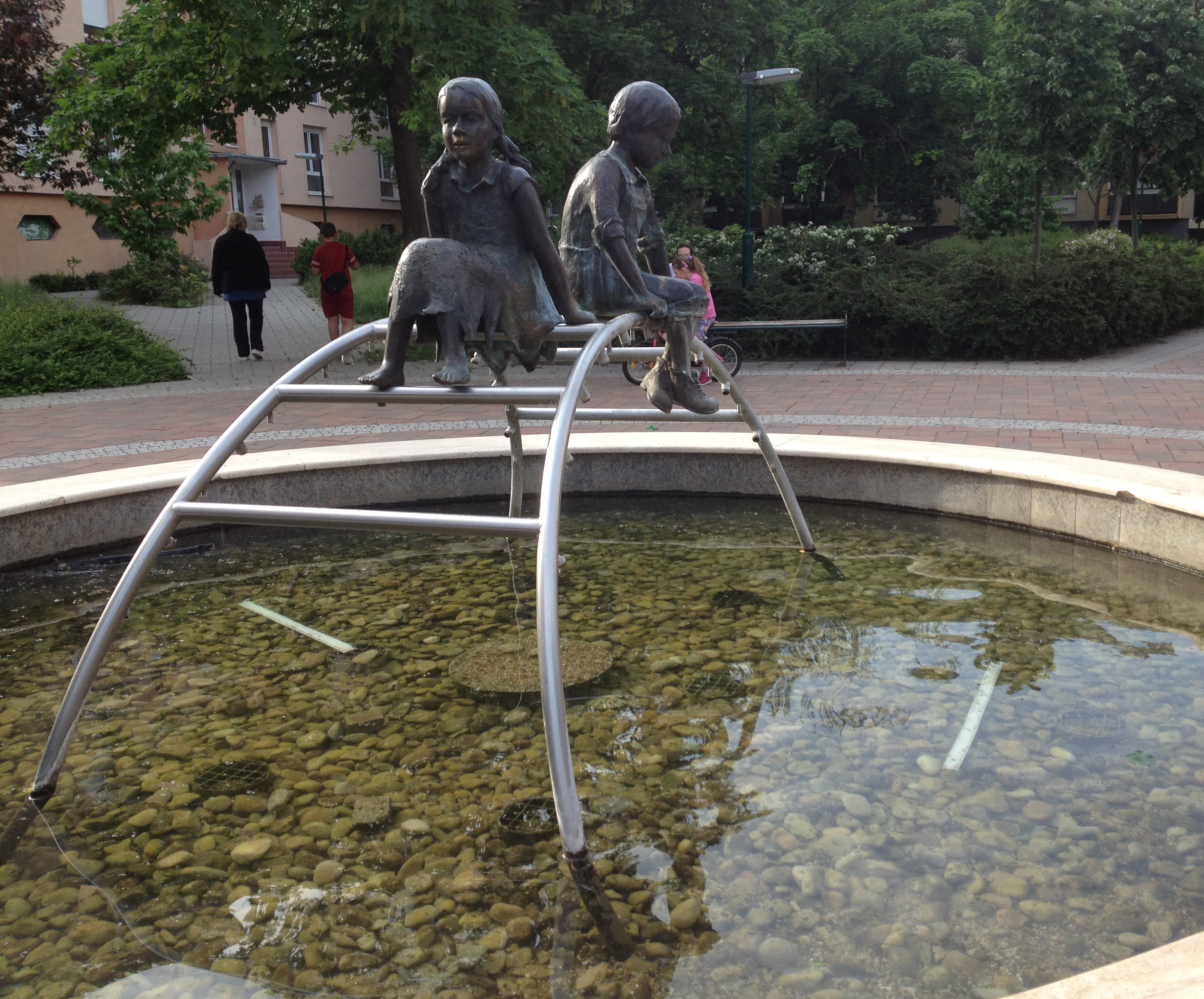
Kréta és Majoranna (Szabó Éva és Sörös Rita alkotása, 2008, anyaga bronz és krómacél), Kaposvár